# Ettore Lucchesi-Palli

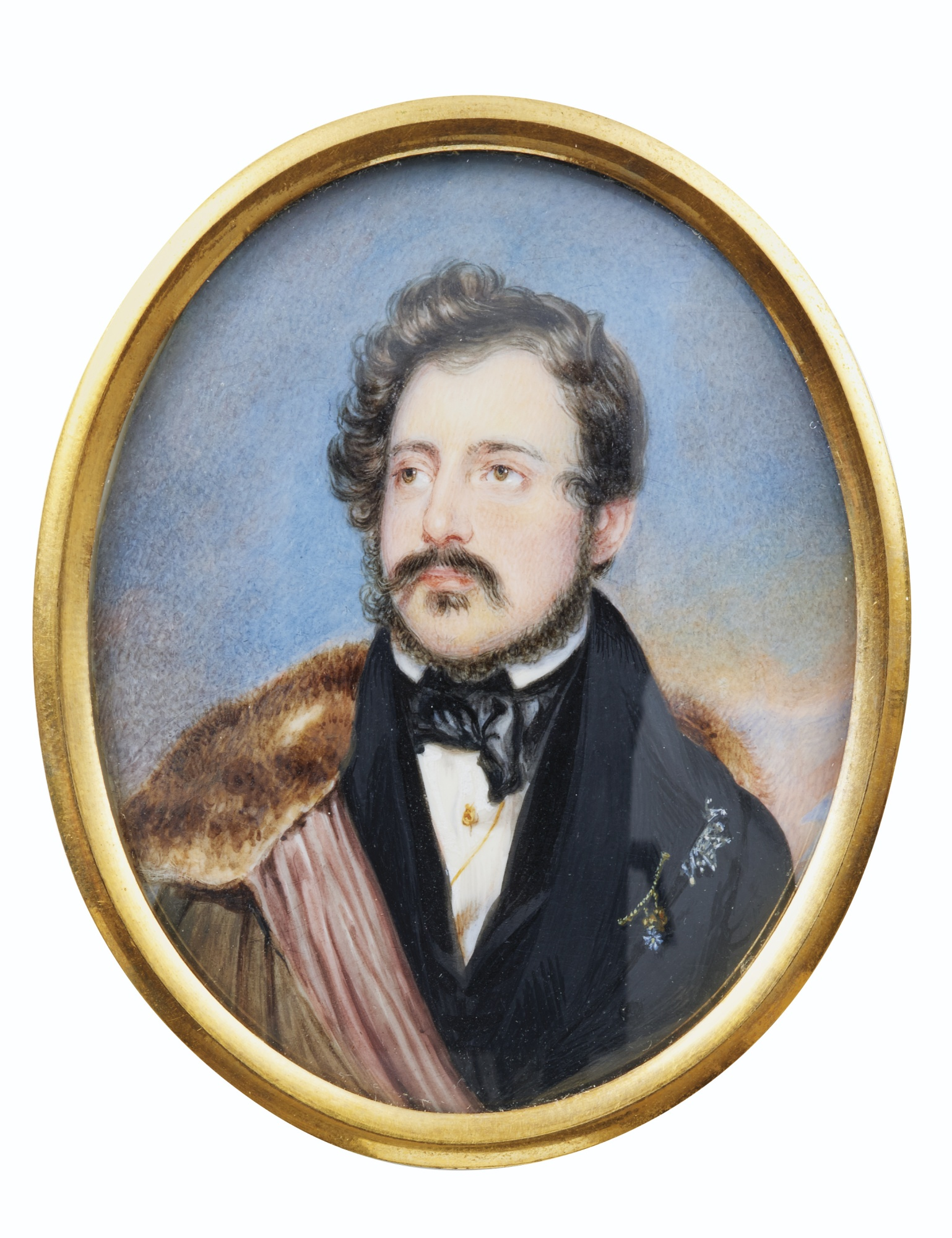
RETRATO DE ETTORE CARLO LUCCHESI PALLI, IX PRÍNCIPE DE CAMPOFRANCO, VIII DUQUE DE GRACIA.

Ettore Charlo Lucchesi-Palli (Palermo, 2 de agosto de 1806 - Brunnsee, 1 de abril de 1864), conde Lucchesi-Palli, VII príncipe de Campofranco y IV duque della Grazia, fue un aristócrata italiano del siglo XIX. 

## Biografía
Segundo hijo de Antonio Lucchesi-Palli, VII príncipe de Campofranco e III duque della Grazia, Virrey de Sicilia, y de Anna Maria Francesca Pignatelli Tagliavia d' Aragona Cortez, contrajo matrimonio de forma secreta con la princesa María Carolina de Borbón-Dos Sicilias, duquesa viuda de Berry, el 14 de diciembre de 1831, en Roma.

## Matrimonio y descendencia
El conde Ettore Lucchesi-Palli y la duquesa de Berry tuvieron cinco hijos:
- Anna Maria Rosalia Lucchesi-Palli (Blaye 10.08.1833 - Livorno 19.08.1833)
- Clementina Lucchesi-Palli  (Graz 19.11.1835 - Vicenza 22.03.1925), que contrajo matrimonio con Camillo, conde Zileri dal Verme degli Obbizi
- Francesca di Paola Lucchesi-Palli (12.10.1836 - Roma 10.05.1923), que casó con Camillo Massimo, 3º principe di Arsoli. Uno de sus hijos contrajo matrimonio con la infanta carlista Beatriz de Borbón y Borbón-Parma, hija del pretendiente Carlos María de Borbón.
- Maria Isabella Lucchesi-Palli (18.03.1838 - 01.04.1873), que se casó primero con el marqués Massimiliano Cavriani y en segundo lugar con el conde Giovanni Battista de Conti.
- Adinolfo, conde Lucchesi-Palli, V duque della Grazia (Graz 10.03.1840 - Brunnsee, Steiermark 04.02.1911), casado con Lucrezia Nicoleta Ruffo